# Stubbabo, Hylte kommun
För Stubbabo i Ambjörnarp, Västra Götalands län, se Stubbabo.
Stubbabo är en mindre by i Långaryds distrikt (Långaryds socken) i Hylte kommun i västra Småland.
Stubbabo ligger 3 km öster om Landeryd.
Komikern och programledaren Josefin Johansson kommer från Stubbabo.